# Kaapse vos
De Kaapse vos of Kamavos (Vulpes chama) is een kleine vos.

## Kenmerken
De vacht is zwart tot zilvergrijs met gele kleurstrepen op de flanken en de buik. De staartpunt is altijd zwart. De kop-romplengte bedraagt 45 tot 61 cm, de staartlengte is 30 tot 40 cm en de schouderhoogte gemiddeld 30 cm. Een volwassen exemplaar weegt 3,5 tot 5 kg.

## Leefwijze
De Kaapse vos is een nachtdier en leeft alleen of in paren. Net als de meeste andere vossen is de Kaapse vos een omnivoor en leeft voornamelijk van kleine zoogdieren, reptielen, aas en vruchten.

## Voortplanting
De draagtijd is 51 tot 53 dagen, waarna drie tot zes puppy's geboren worden. Deze wegen bij geboorte slechts 50 tot 100 gram. Na één jaar zijn ze volgroeid.

## Verspreiding
Deze soort komt voor op de open savannes en in halfwoestijnen van zuidelijk Afrika voorkomt. De Kaapse vos komt voor in Angola, Namibië, Botswana, Zuid-Afrika en misschien ook in Lesotho en Swaziland.

## Galerij

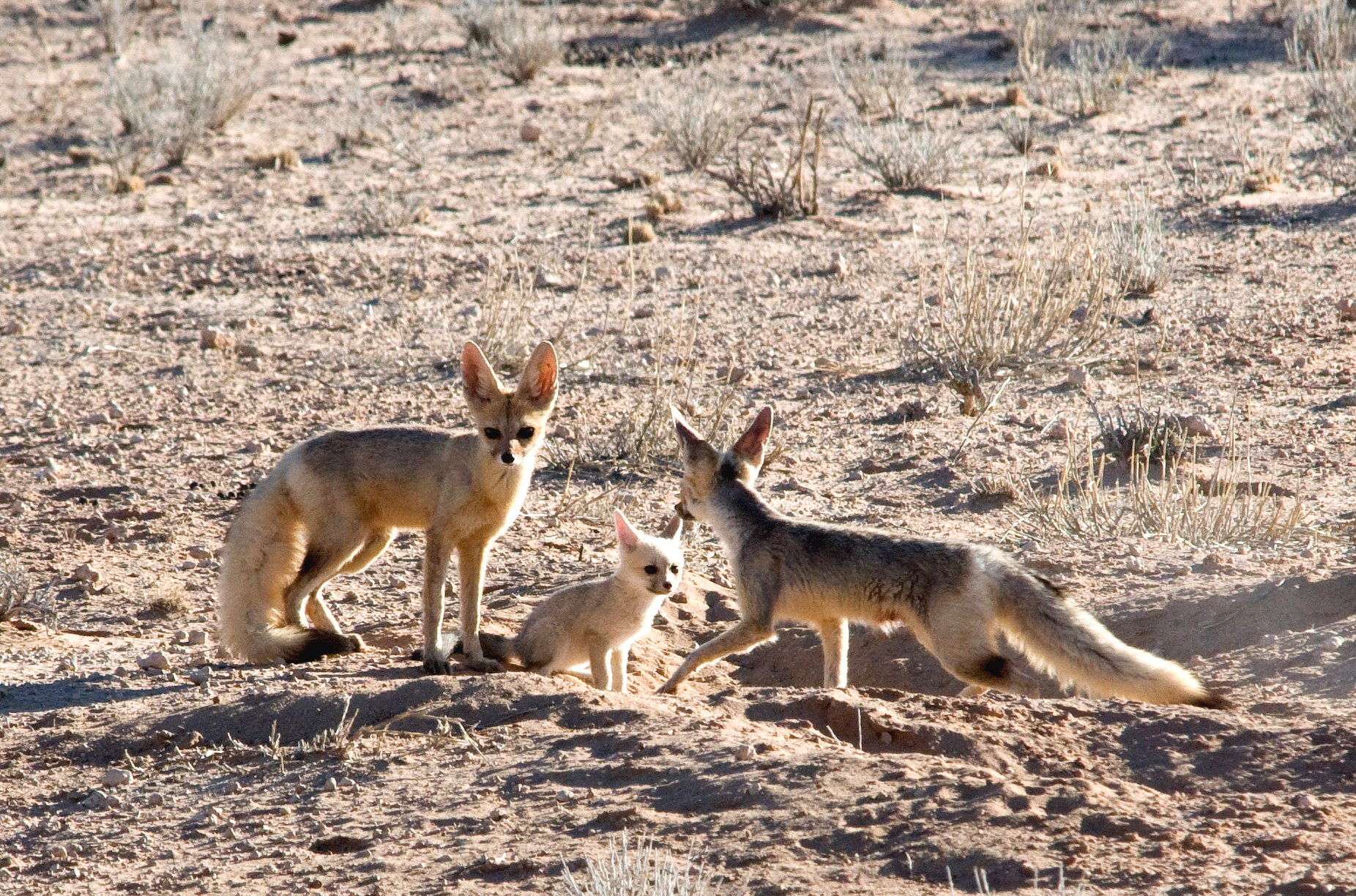
Kaapse vossen met welp
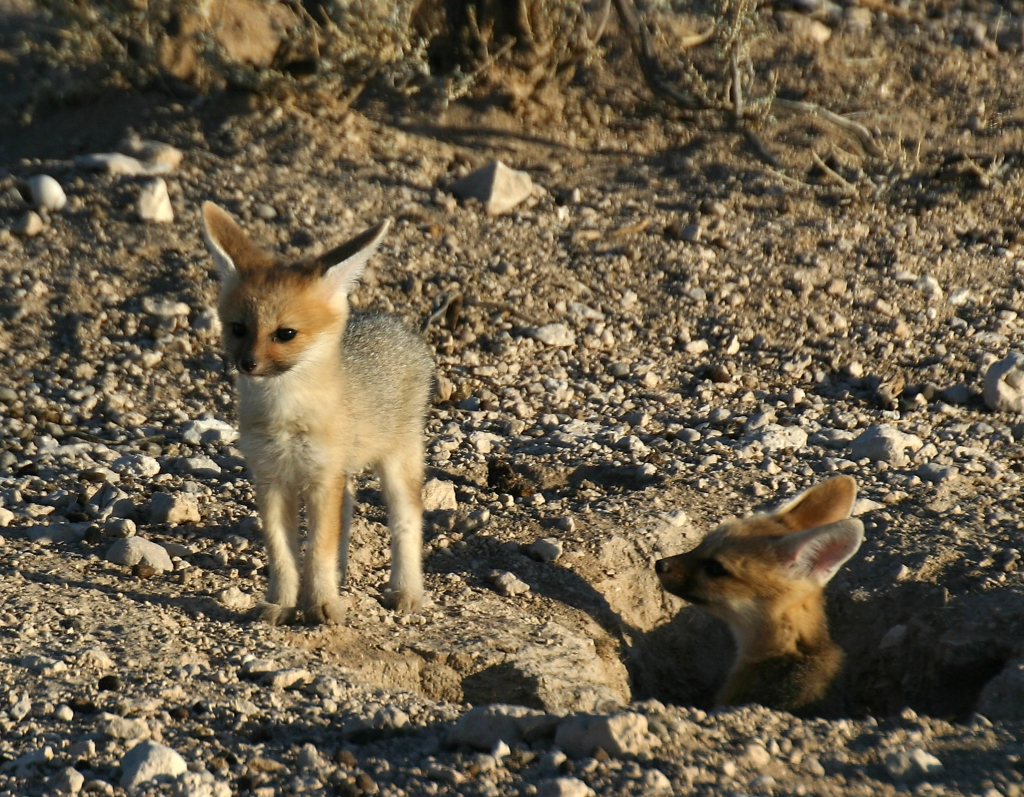
Welpen van de Kaapse vos
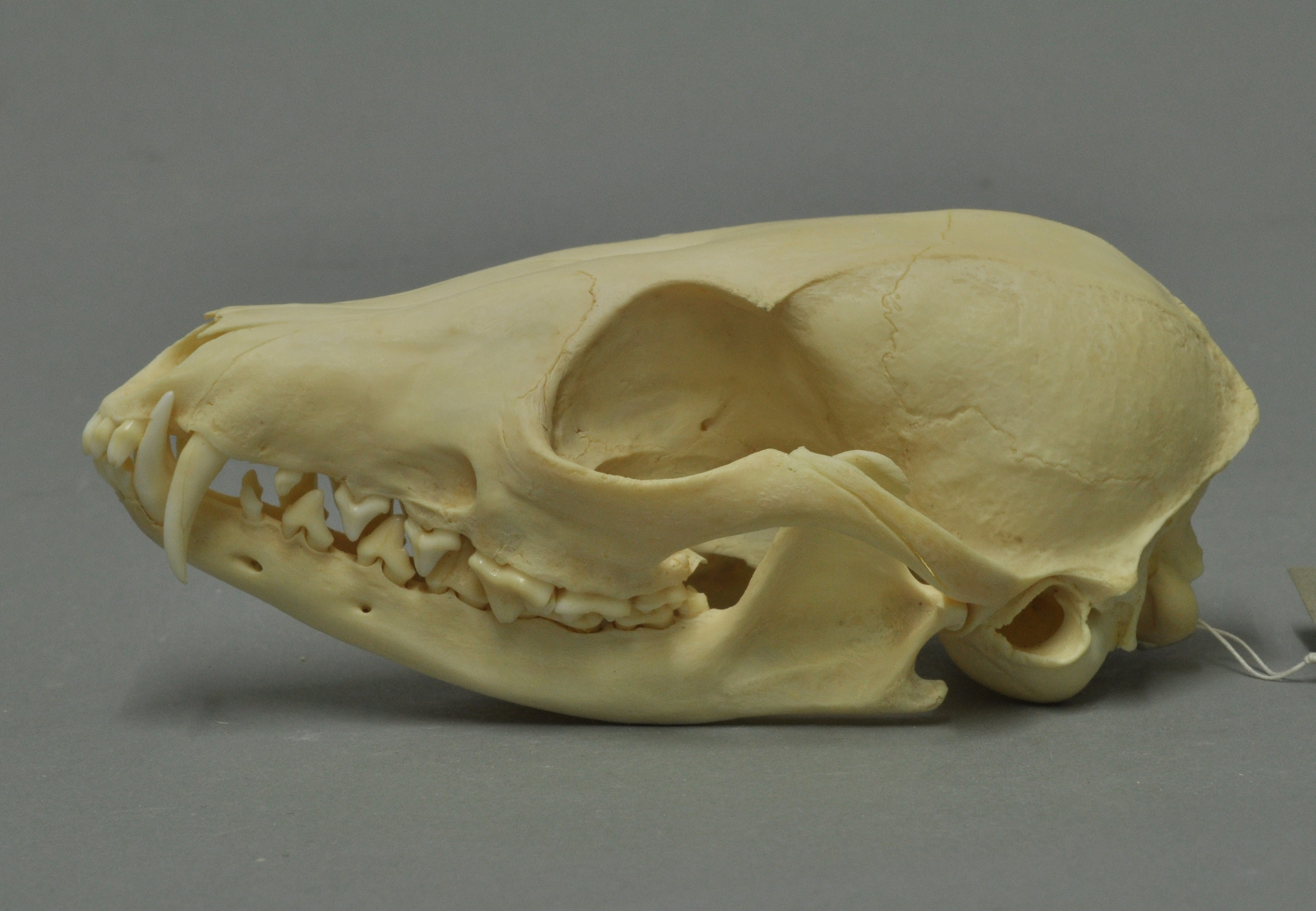
De schedel van een Kaapse vos